# سن‌یونیپرو
سن‌یونیپرو (به انگلیسی: San Junipero)، چهارمین قسمت از فصل سوم مجموعه آنتولوژی علمی‌تخیلی بریتانیایی آینه سیاه است. این اپیزود توسط خالق سریال آینه سیاه یعنی چارلی بروکر نوشته شده‌است و اوئن هریس آن را کارگردانی کرده‌است. سن‌یونیپرو همچون دیگر اپیزودهای فصل سوم سریال در تاریخ ۲۱ اکتبر ۲۰۱۶ توسط نت‌فلیکس منتشر شد.
داستان این قسمت در یک شهر ساحلی به نام سن‌یونیپرو رخ می‌دهد. تمرکز داستان بر روی دو زن جوان به نام‌های یورکی و کلی است که در یک بار همدیگر را ملاقات کرده و رابطه‌ای عاشقانه را باهم شروع می‌کنند. سن‌یونیپرو در اصل یک شهر خیالی است که توسط واقعیت مجازی ایجاد شده و به افراد اجازه می‌دهد تا در هنگام پیری و حتی بعد از مرگ، به وسیله ذهن خود توانایی زندگی در این شهر را داشته باشند. بخش زیادی از داستان در دهه ۸۰ میلادی رخ می‌دهد. حقیقت، مرگ و زندگی پس از مرگ از جمله مفاهیم مطرح شده در این قسمت می‌باشد. سن‌یونیپرو در کیپ‌تاون و لندن جلوی دوربین رفت. موسیقی متن اصلی این اپیزود توسط کلینت منسل ساخته شده‌است.
سن‌یونیپرو با تحسین جهانی و گسترده منتقدان همراه بود و در زمینه اجرای بازیگران و خصوصاً عملکرد مک‌کنزی دیویس و گوگو امبتا-را، فیلم‌نامه، پیچش داستانی و سبک بصری مورد تحسین قرار گرفت. سن‌یونیپرو عموماً به عنوان یکی از بهترین اپیزودهای سریال آینه سیاه شناخته می‌شود. همچنین بعضی از منتقدان آن را جزو یکی از بهترین اپیزودهای سریال‌های تلویزیونی در سال ۲۰۱۶ دانستند. سن‌یونیپرو در دو رشته بهترین فیلم تلویزیونی و بهترین فیلم‌نامه، برنده جایزه امی شد.